# Пирятинщина (Гадячский район)

Пирятинщина (укр. Пирятинщина) — село,
Малопобиванский сельский совет,
Гадячский район,
Полтавская область,
Украина.
Код КОАТУУ — 5320484603. Население по переписи 2001 года составляло 231 человек.

## Географическое положение
Село Пирятинщина находится на расстоянии в 1 км от села Малая Побиванка.
По селу протекает пересыхающий ручей с запрудами.
Рядом проходит автомобильная дорога Т-1904.

## История
- 1861 — дата основания.